# David Butler
David W. Butler (São Francisco, Califórnia, 17 de dezembro de 1894 – Arcadia, Califórnia, 14 de junho de 1979) foi um cineasta estadunidense.

## Carreira
Filho de atores e sobrevivente do terremoto que devastou São Francisco em 1906, Butler entrou no mundo do entretenimento atuando no curta-metragem The Death Lock, em 1914. Apareceu em inúmeros filmes de diretores como D. W. Griffith, Tod Browning, John Ford e King Vidor. Sua estreia na direção foi com Herói Escolado (High School Hero, 1927), ainda no cinema mudo. Dois anos depois obteve seu primeiro grande êxito com Sonho Que Viveu (Sunny Side Up, 1929), musical estrelado por Janet Gaynor e Charles Farrell. Mostrou talento nas fantasias Fantasias de 1980 (Just Imagine, 1930), Um Yankee na Corte do Rei Arthur (A Connecticut Yankee, 1931) e Voltando À Realidade (Down to Earth, 1932). Em 1934, sua carreira tomou um forte impulso ao ser apresentado à maior estrela da Fox, Shirley Temple, que na época tinha seis anos. Trabalharam juntos em quatro produções de sucesso: Olhos Encantados (Bright Eyes, 1934), A Mascote do Regimento (The Little Colonel, 1935), A Pequena Rebelde (The Littlest Rebel, 1935) e O Anjo do Farol (Captain January, 1936). Butler também dirigiu-a no último filme dela, The Story of Seabiscuit (1949). Seu drama de 1938, Romance do Sul (Kentucky), estrelado por Loretta Young, deu a Walter Brennan o segundo de seus três prêmios Oscar de Melhor Ator Coadjuvante.
A trajetória de Butler continuou vitoriosa nos anos 1940, quando dirigiu Bob Hope em vários filmes, entre eles Sorte de Cabo de Esquadra (Caught in the Draft, 1941) e A Sedução do Marrocos (Road to Morocco, 1942), este também com Bing Crosby. Mais para o fim da década, outra sociedade, agora com Dennis Morgan e Jack Carson, rendeu bons momentos, principalmente em Mademoiselle Fifi (It's a Great Feeling, 1949), que já contava com sua próxima parceira, Doris Day. Com ela, Butler entraria com o pé direito na década de 1950, ao realizar uma série de comédias musicais como No, No, Nanette (Tea for Two, 1950) e Ardida Como Pimenta (Calamity Jane, 1953).
Este último, no entanto, marca o fim do ciclo de seus filmes típicos, caracterizados pela alegria, calor humano, leveza e, numa outra chave, pelo grande êxito nas bilheterias. Butler ainda teve alguns bons momentos, como Sob o Comando da Morte (The Command, 1954), faroeste original com Guy Madison e Ricardo Coração de Leão (King Richard and the Crusaders, 1954), aventura na Idade Média com Rex Harrison, mas passou a dedicar-se cada vez mais à televisão, onde dirigiu muitas séries, entre elas The Deputy, com Henry Fonda, Wagon Train e Leave It to Beaver.
Foi também produtor e roteirista. Faleceu em decorrência de um ataque cardíaco.

## Filmografia
Todos os títulos em português referem-se a exibições no Brasil.
- 1923 Causa para Divórcio (Cause for Divorce)
- 1927 Herói Escolado (High School Hero)
- 1928 Prep and Pep
- 1928 Com a Câmara ao Ombro (The News Parade)
- 1928 Win That Girl
- 1929 Salute; codirigido por John Ford
- 1929 Masked Emotions; codirigido por Kenneth Hawks
- 1929 Percorrendo a Europa (Chasing Through Europe); codirigido por Alfred L. Werker
- 1929 Follies (Fox Movietone Follies of 1929)
- 1929 Sonho Que Viveu (Sunny Side Up)
- 1930 Fantasias de 1980 (Just Imagine)
- 1930 Tristezas da Aristocracia (High Society Blues)
- 1931 Deliciosa (Delicious)
- 1931 Business and Pleasure
- 1931 Um Yankee na Corte do Rei Arthur (A Connecticut Yankee)
- 1932 Voltando À Realidade (Down to Earth)
- 1932 Handle with Care
- 1933 Abraça-me Bem (Hold Me Tight)
- 1933 O Meu "Beguin" (My Weakness)
- 1934 Corações Doces (Have a Heart)
- 1934 Receita Para a Felicidade (Handy Andy)
- 1934 Loucuras de Hollywood (Bottoms Up)
- 1934 Olhos Encantados (Bright Eyes)
- 1935 A Mascote do Regimento (The Little Colonel)
- 1935 A Pequena Rebelde (The Littlest Rebel)
- 1935 Doubting Thomas
- 1936 Presas de Lobo (White Fang)
- 1936 O Anjo do Farol (Captain January)
- 1936 Loucuras de Estudantes (Pigskin Parade)
- 1937 O Amor É uma Delícia (You're a Sweetheart)
- 1937 Ali Babá É Boa Bola (Ali Baba Goes to Town)
- 1938 Caipiras da Fuzarca (Kentucky Moonshine)
- 1938 Romance do Sul (Kentucky)
- 1938 Sweepstake do Barulho (Straight, Place and Show)
- 1939 Caído do Céu (East Side of Heaven)
- 1939 Isso Mesmo, Está Errado (That's Right—You're Wrong)
- 1940 O Palácio dos Espíritas (You'll Find Out)
- 1940 Se Fosse Eu (If I Had My Way)
- 1941 Playmates
- 1941 Sorte de Cabo de Esquadra (Caught in the Draft)
- 1942 A Sedução do Marrocos (Road to Morocco)
- 1943 Correspondente Fenômeno (They Got Me Covered)
- 1943 Graças à Minha Boa Estrela (Thank Your Lucky Stars)
- 1944 Melodia do Amor (Shine On, Harvest Moon)
- 1944 A Princesa e o Pirata (The Princess and the Pirate)
- 1945 Cidade Sem Lei (San Antonio)
- 1946 Um Sonho e Uma Canção (The Time, the Place and the Girl)
- 1946 Um Tronco Por Um Amor (Two Guys from Milwaukee)
- 1947 Minha Rosa Silvestre (My Wild Irish Rose)
- 1948 Dois Aventureiros do Texas (Two Guys from Texas)
- 1949 Cupido Faz das Suas (John Loves Mary)
- 1949 Crepúsculo de Uma Glória (Look for the Silver Lining)
- 1949 Mademoiselle Fifi (It's a Great Feeling)
- 1949 Têmpera de Vencedor (The Story of Seabiscuit)
- 1950 Vocação Proibida (The Daughter of Rosie O'Grady)
- 1950 No, No, Nanette (Tea for Two)
- 1951 Rouxinol da Broadway (Lullaby of Broadway)
- 1951 Garotas e Melodias (Painting the Clouds with Sunshine)
- 1952 A Tia de Carlitos (Where's Charley?)
- 1952 Paris em Abril (April in Paris)
- 1953 Lua Prateada (By the Light of the Silver Moon)
- 1953 Ardida Como Pimenta (Calamity Jane)
- 1954 Sob o Comando da Morte (The Command)
- 1954 Ricardo Coração de Leão (King Richard and the Crusaders)
- 1955 Um Salto no Inferno (Jump into Hell)
- 1955 Sangue Selvagem (Glory)
- 1956 Impulsos da Mocidade ( The Girl He Left Behind)
- 1961 O Canalha (The Right Approach)
- 1967 C'mon, Let's Live a Little